# Cyclothone parapallida
Espèce
Cyclothone parapallida est une espèce de poisson appartenant à la famille des Gonostomatidae.